# Cantonul Veynes
Cantonul Veynes este un canton din arondismentul Gap, departamentul Hautes-Alpes, regiunea Provence-Alpes-Côte d'Azur, Franța.

## Comune
- Chabestan
- Châteauneuf-d'Oze
- Furmeyer
- Montmaur
- Oze
- Saint-Auban-d'Oze
- Le Saix
- Veynes (reședință)